# Classe Nagara
La classe Nagara fut la troisième classe de croiseurs légers de la marine impériale japonaise construite conjointement aux arsenaux navals de Nagasaki, Uruga, Kōbe et Sasebo. Ils ont participé à de nombreuses actions pendant la Seconde Guerre mondiale sur le théâtre de la guerre du Pacifique.

## Conception
Successeurs des croiseurs de la classe Kuma, les unités de la classe Nagara, basées sur une normalisation du déplacement  à 5,500 tonnes, ont été dotées dès l'origine de la torpille  Type 93 Long Lance développée après la réussite navale japonaise à la Bataille de Port-Arthur durant la guerre russo-japonaise de 1904-1905. Ils sont similaires aux croiseurs de la Royal Navy de la même époque et possèdent une catapulte en proue pour lancer un hydravion. Dans les années 1930 les catapultes ont été supprimées en faveur d'une plate-forme rotative en poupe. La classe entière a subi de nombreux réaménagements et une modernisation de son armement au cours de la guerre du Pacifique. L'armement principal était de 7 canons de 140 mm montés en tourelle-simple (2 sur l'avant, 3 sur l'arrière et 2 en latéral). Après la bataille de Midway, devant la vulnérabilité de la flotte japonaise face au développement rapide de l'aviation navale et de la guerre sous-marine, les navires furent dotés de plusieurs canons antiaériens de 25 mm, d'un radar de surface, d'un meilleur blindage de certaines tourelles et de grenades anti sous-marine. Ces modifications augmentèrent de poids à 5,700 t, réduisant la vitesse à moins de 32 nœuds.
L'Isuzu fut modifié en croiseur anti-aérien entre mai et septembre 1944. Son armement principal fut débarqué et embarqua à la place trois affûts doubles de 127 mm antiaérien (un à l'avant, un au centre et un à l'arrière), ainsi que 38 canons antiaériens de 25 mm Type 96 (11x3 et 5x1). Les tubes lance-torpilles avant furent aussi débarqués.

## Histoire
Les six unités de cette classe ont participé à de nombreuses actions pendant la Seconde Guerre mondiale et aucune ne survécut à la guerre.
Nagara : Il servit d'abord pendant seconde guerre sino-japonaise (1937-1945), à la Bataille de Shanghai en 1937 et à l'invasion de l'Indochine française. Après l'attaque de Pearl Harbor il servit au débarquement des troupes japonaises en Malaisie britannique et aux Indes orientales néerlandaises. Il a accompagné l'amiral Chūichi Nagumo lors de la bataille de Midway (5 juin 1942). Puis il a participé à la bataille des Salomon orientales (24-25 août 1942), à la bataille des îles Santa Cruz (25-27 octobre 1942) et à la bataille navale de Guadalcanal (13-15 novembre 1942). Il a été torpillé par le sous-marin USS Croaker (SS-246) le 7 août 1944 alors qu'il faisait route de Kagoshima à Sasebo.
Isuzu : Il servit d'abord aux débarquement des troupes japonaises en Chine et à l'invasion de l'Indochine française. Il a participé aux opérations de Malaisie britannique et des Indes néerlandaises, à la bataille des îles Santa Cruz et à la bataille navale de Guadalcanal et à la bataille du golfe de Leyte (23-27 octobre 1944). Il a été coulé par une meute de sous-marins de l'US Navy proche de l'île de Sumbawa en Indonésie le 7 avril 1945.
Yura : Il a été impliqué dans le naufrage du cuirassé britannique HMS Prince of Wales et du croiseur de bataille britannique HMS Repulse le 10 décembre 1941. Puis il a couvert le débarquement des troupes japonaises en Malaisie britannique  et à Sarawak. Il a participé  au raid sur Ceylan au sein du Kidô Butai, à la bataille de Midway et à la bataille des Salomon orientales. Il a été coulé par des avions de l'U.S. Navy et  des U.S. Army Air Forces dans les îles Salomon le 25 octobre 1942.
Natori : Il a couvert les débarquements japonais dans les Philippines et les Indes néerlandaises. Il a été torpillé au large de Samar par le sous-marin américain USS Hardhead (SS-365) le 19 août 1944.
Kinu : Il a été impliqué dans le naufrage des deux bâtiments britanniques HMS Prince of Wales et HMS Repulse, puis a couvert les débarquements japonais en Malaisie britannique et aux Indes néerlandaises. Il a participé aux opérations dans les îles Salomon et aux Philippines. Il a été coulé par des avions de l'U.S. Navy dans la mer de Visayan  le 26 octobre 1944.
Abukuma : Il a pris part à l'attaque sur Pearl Harbor et à la bataille des îles du Commandeur le 27 mars 1943. Il a participé à la bataille du détroit de Surigao, et a été coulé le lendemain, 26 octobre 1944.

## Les unités de la classe
| Nom     | Lancement       | Armement          | Chantier naval                               | Fin de carrière          | Photo |
| ------- | --------------- | ----------------- | -------------------------------------------- | ------------------------ | ----- |
| Nagara  | 25 avril 1921   | 21 avril 1922     | Arsenal naval à Sasebo Japon                 | coulé le 7 août 1944     |       |
| Isuzu   | 29 octobre 1921 | 15 août 1923      | Arsenal naval à Uraga Japon                  | coulé le 7 avril 1945    |       |
| Yura    | 15 février 1922 | 20 mars 1923      | Arsenal naval à Sasebo Japon                 | coulé le 25 octobre 1942 |       |
| Natori  | 16 février 1922 | 15 septembre 1922 | Mitsubishi Heavy Industries à Nagasaki Japon | coulé le 18 août 1944    |       |
| Kinu    | 29 mai 1922     | 10 novembre 1923  | Kawasaki Heavy Industries à Kōbe Japon       | coulé le 26 octobre 1944 |       |
| Abukuma | 16 mars 1923    | 26 mai 1925       | Arsenal naval à Tokyo Japon                  | coulé le 26 octobre 1944 |       |

### Sources
- Eric LaCroix - Linton Wells II : Any Ship Class Does Have As Building Cost Per Ship A Pound Sterling (1997)   (ISBN 0-87021-311-3)